# Yusef Lateef
Yusef Abdul Lateef (nascut William Emanuel Huddleston) (Chattanooga, Tennessee, 9 d'octubre de 1920 - Shutesbury, Massachusetts, 23 de desembre de 2013), fou un músic estatunidenc que tocava la flauta, l'oboè i el saxòfon tenor, qualificat com a músic de jazz, encara que el seu estil anava més dirigit al hard bop, new age, músiques del món, etc.
Lateef va créixer a Detroit i amb només 17 anys va començar a tocar el saxòfon tenor. Va treballar amb en Lucky Millinder (1946), Hot Lips Page, Roy Eldridge i per a la big band de Dizzy Gillespie (1949-50). I als anys cinquanta començà a estudiar la flauta a la universitat (Wayne State University).
Va començar a gravar el 1955 per al segell Savoy, i més tard per a Riverside i Prestige. Quatre anys més tard es va traslladar a Nova York, quan ja tenia una bona reputació per la seva originalitat, ja que els instruments que utilitzava els fabricava ell mateix.
El 1960 també va tocar amb en Charles Mingus, va acompanyar a Donald Byrd i treballà amb Cannonball Adderley Sextet (1962-1964).
Amb Impulse! (1963-1966) grava algunes de les seves millors composicions, de la mateixa manera que ho va fer més tard amb Atlantic (1967-76).
Als anys vuitanta es va dedicar a l'ensenyança a Nigèria i la seva música va prestar atenció al new age, ampliant els seus interessos als noranta, dedicant-se a la improvisació pura amb músics com Ricky Ford, Archie Shepp i Von Freeman.

## Selecció discogràfica
- 1957: Stable Mates (Savoy)
- 1957: Morning (Savoy)
- 1957: Jazz Moods (Savoy)
- 1957: Jazz and the Sounds of Nature (Savoy)
- 1959: Cry!/Tender (New Jazz/OJC)
- 1960: The Three Faces of Yusef Lateef (Riverside/OJC)
- 1961: Eastern Sounds (Prestige/OJC)
- 1961: Into Something (Prestige/OJC)
- 1964: Live at Pep's (Impulse!)
- 1964: The Live Session (ABC/Impulse)
- 1966: The Golden Flute (Impulse!)
- 1975: Ten Years Hence (Atlantic)
- 1976: The Doctor Is In & Out (Atlantic)
- 1992: Plays Ballads (YAL)
- 1993: Tenors Featuring Rene McLean (YAL)
- 1994: Tenors of Yusef Lateef & Ricky Ford (YAL)
- 1997: The World at Peace [live] (Meta)

## Guardons
Premis
- 1988: Grammy al millor àlbum de new-age